# フェニルイソチオシアネート
フェニルイソチオシアネート (PITC、イソチオシアン酸フェニル)は、逆相高速液体クロマトグラフィーに利用される試薬である。PITCはオルトフタルアルデヒド(OPA)以下の感度で、自動化出来ない。OPAと異なり、第二級アミンを分析する事が可能である。
エドマン分解に使用されるエドマン試薬としても知られる。
リノグリリドの合成にも利用される。

## 合成
アニリンに二硫化炭素と濃アンモニアを加え、アンモニウムジチオカルバメートを作る。さらに硝酸鉛(II)と反応させることでフェニルイソチオシアネートとなる。
ザンドマイヤー反応等の方法では、アニリン、亜硝酸ナトリウム、チオシアン酸銅(I)を利用する。